# Дурга
Ду́рга (санскр. दुर्गा, IAST: Durgā, «труднодоступная» или «непобедимая») — богиня древнеиндийской мифологии, одна из самых популярных богинь в индуизме. Известна также под именами: Парвати — «горная», Кали — «чёрная», Бхайрави — «страшная».
Как супруга Шивы, разрушителя и одного из 3-х лиц индийской Тримурти, она выступает в своей грозной форме: страшна, гневлива, требует кровавых жертв. Существуют указания на обычай принесения ей в жертву людей в древности. Изображения Дурги имеют страшный вид: из оскаленного рта торчат клыки и высовывается длинный язык; шея обвита ядовитыми змеями; поясом ей служит также змея. Этот страшный вид, по убеждению поклонников, богиня принимает для того, чтобы устрашить грешников и привести их к покаянию.
С другой стороны, она является благой покровительницей женщин и призывается ими при родах. Также призывается, чтобы установить равновесие и гармонию, покой и благополучие. Изображается в виде десятирукой женщины (но в облике Махадурги имеет двадцать рук), восседающей на гималайском тигре или льве и держащей в пальцах, сплетённых в мудрах, различные средства защиты и нападения, а также атрибуты различных богов — трезубец Шивы, диск Вишну, лук Ваю, палицу Индры и др. По преданию, живёт в горах Виндхья в окружении восьми помощниц-йогинь.
Из подвигов Дурги главный — её победоносный бой с буйволовидным демоном Махишей, который раньше победил даже бога-громовника Индру. Богине Дурге посвящена светлая половина месяца Ашвина, первого месяца индийского лунного года. Празднества в её честь, сопровождаемые жертвоприношением животных, очень популярны в Индостане.

## В тантризме
В тантризме имя богини имеет своё значение, так слог ду напоминает о четырёх асурах: бедность (даридра), страдание (духкха), голод (дурбхикша) и дурные привычки (дурвьясана). Звук р означает болезни (рогагхна), а слог га — грехи (папагхна), несправедливость, антирелигиозность, жестокость, леность и прочие дурные привычки. Таким образом, богиня уничтожает все виды зла, символизируемые звуками ду, р и га.
Почитание Дурги первоначально было свойственно неарийским племенам, позднее она была включена в индуистский пантеон в процессе адаптации индуизмом народных верований, в частности культа Великой богини-матери, олицетворения созидательных и разрушительных сил природы. В шиваизме и тантризме рассматривается как шакти Шивы — манифестация его творческой энергии.

## Богиня-воительница

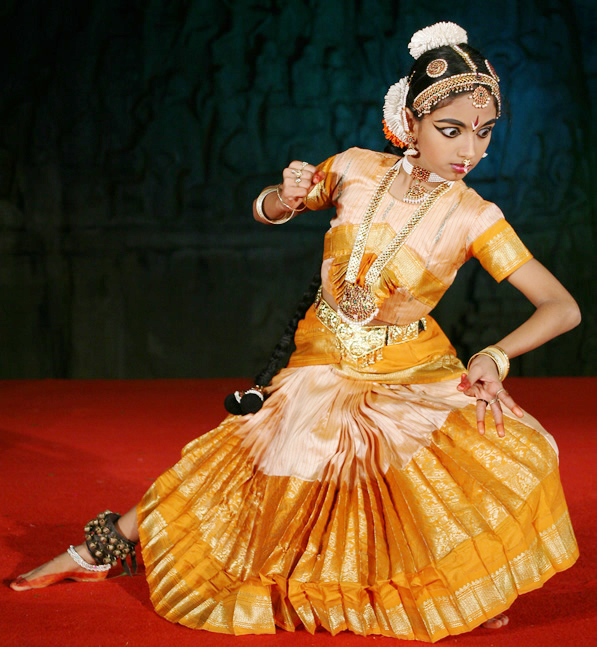
Изображение Дурги в танце

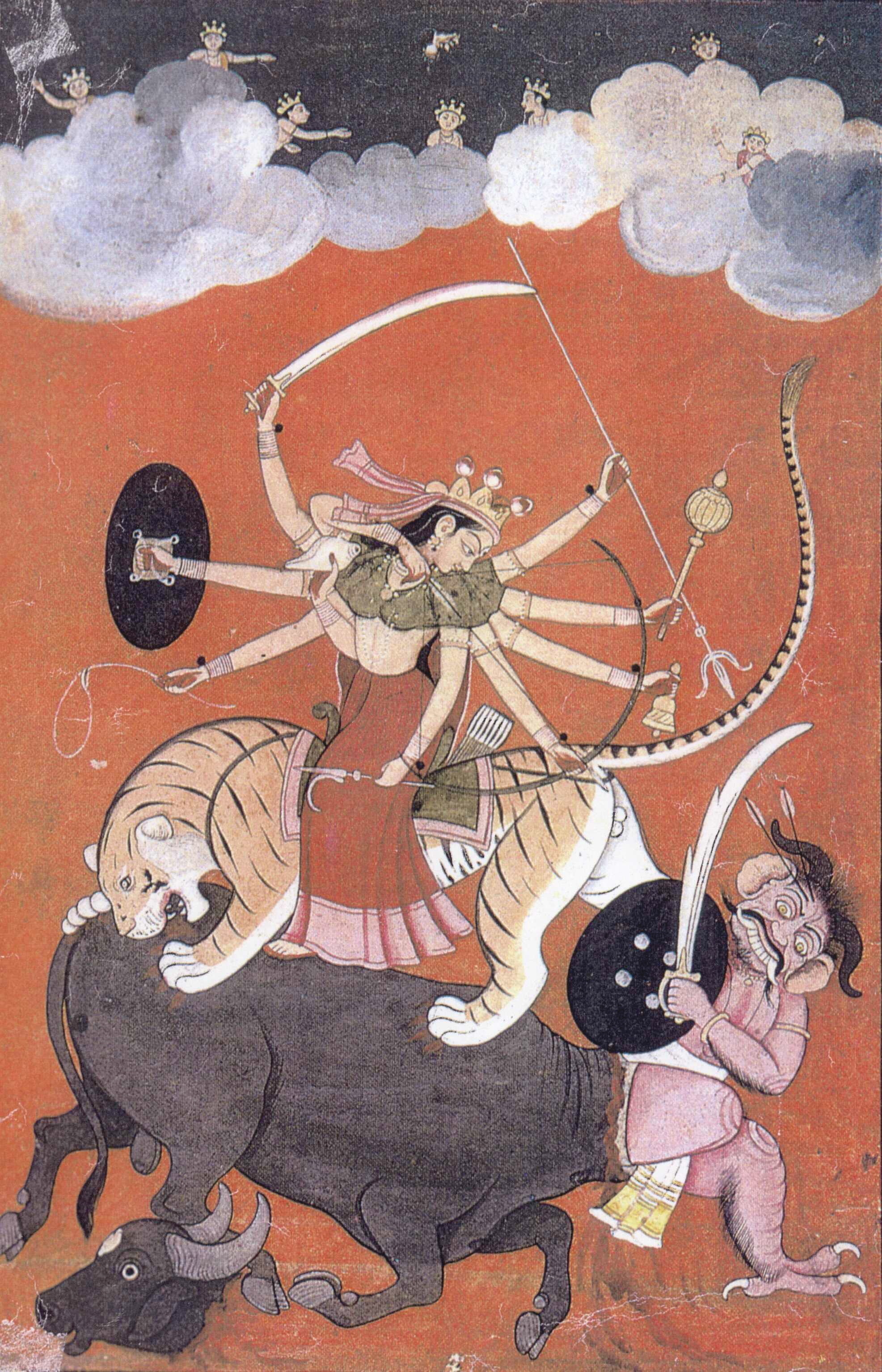
Сражение Дурги и Махиши

В мифах Дурга выступает как богиня-воительница, сражающаяся с демонами, защитница богов и мирового порядка. Один из самых известных её подвигов, в состоянии гнева (которое почитается как отдельный образ Дурги — богиня Чанди) — уничтожение в поединке демона Махиши, низвергнувшего богов с небес на землю и который не мог быть побеждён ни мужем, ни животным.
Каждый из богов даровал Дурге какое-либо оружие. Поэтому Дургу призывают как для защиты, так и для разрушения всего, что мешает дальнейшему развитию. Мантры, посвящённые богине Дурге, не столько уничтожают отрицательные силы в прямом смысле, сколько преобразуют, трансформируют их. Дурга приносит победы над преградами, болями и страданиями.

## Жертвоприношения, праздники, подношения
Специфической особенностью богослужения в честь Дурги являются кровавые жертвы: обычно это козёл или буйвол (существует табу на подношение Дурге самок этих животных); иногда в список возможных включаются птицы, черепахи, рыбы, олени, тигры и т. д., а также человеческие существа и кровь собственного тела.
Главные праздники в честь Дурги отмечаются весной и осенью; под названием Дургапуджа и Дурготсава они составляют важнейшую часть Наваратри (система празднований, посвящённая преимущественно Дурге). В праздничных ритуалах стараются умилостивить грозную богиню и заручиться её покровительством; также поклоняются членам её семьи.
Для подношений Дурге используют листья дерева Ним, куркуму, сандаловую пасту, молоко (иногда с маслом и/или солью), которым поливают изваяние, и лимоны. В качестве малы используют небольшие лимоны или корень куркумы, также часто используют Рудракшу, иногда вперемешку с жемчугом. Малу часто надевают на шею изваяния богини, вместе с гирляндой из листьев нима.

## Воплощения
Воплощением богини считается индуистская святая Карни Мата (1387—1538).